# Équipe de Suisse de football en 1938
Cet article présente les résultats de l'équipe de Suisse de football lors de l'année 1938. En mars et mai, elle rencontre pour la première fois les équipes de Pologne et du Portugal.

## Bilan
|           | Nombre de matchs | Victoires | Défaites | Matchs nuls | Buts marqués | Buts encaissés |
| Domicile  | 5                | 3         | 1        | 1           | 10           | 7              |
| Extérieur | 3                | 0         | 2        | 1           | 1            | 7              |
| Neutre    | 4                | 2         | 1        | 1           | 7            | 6              |
| Total     | 12               | 5         | 4        | 3           | 18           | 20             |

## Matchs et résultats
| Match amical                               | Allemagne  | 1 - 1   | Suisse   | Müngersdorfer Kampfbahn, Cologne             |                                              |
| 6 février 1938 · Historique des rencontres | Szepan 74e | (0 - 1) | 38e Aeby | Spectateurs : 80 000 Arbitrage : George Rudd | Spectateurs : 80 000 Arbitrage : George Rudd |
| 6 février 1938 · Historique des rencontres | Rapport    |         |          | Spectateurs : 80 000 Arbitrage : George Rudd | Spectateurs : 80 000 Arbitrage : George Rudd |

| Match amical                             | Suisse                              | 3 - 3   | Pologne                                  | Hardturm, Zurich                                    |                                                     |
| 13 mars 1938 · Historique des rencontres | Amadò 31e 54e · Abegglen 88e (pen.) | (1 - 1) | 13e Wilimowski · 74e Wostal · 85e Piątek | Spectateurs : 18 000 Arbitrage : Rinaldo Barlassina | Spectateurs : 18 000 Arbitrage : Rinaldo Barlassina |
| 13 mars 1938 · Historique des rencontres | Rapport                             |         |                                          | Spectateurs : 18 000 Arbitrage : Rinaldo Barlassina | Spectateurs : 18 000 Arbitrage : Rinaldo Barlassina |

| Coupe internationale européenne 1936-1938 | Suisse                                          | 4 - 0   | Tchécoslovaquie | Rankhof, Bâle                                |                                              |
| 3 avril 1938 · Historique des rencontres  | Monnard 28e · Grassi 30e · Aeby 39e · Amadò 80e | (3 - 0) |                 | Spectateurs : 15 000 Arbitrage : George Rudd | Spectateurs : 15 000 Arbitrage : George Rudd |
| 3 avril 1938 · Historique des rencontres  | Rapport                                         |         |                 | Spectateurs : 15 000 Arbitrage : George Rudd | Spectateurs : 15 000 Arbitrage : George Rudd |

| Éliminatoires pour la Coupe du monde 1938 | Suisse               | 2 - 1   | Portugal            | Arena Civica, Milan                               |                                                   |
| 1er mai 1938 · Historique des rencontres  | Aeby 25e · Amadò 30e | (2 - 0) | 73e (pen.) Peyroteo | Spectateurs : 20 000 Arbitrage : Francesco Mattea | Spectateurs : 20 000 Arbitrage : Francesco Mattea |
| 1er mai 1938 · Historique des rencontres  | Rapport              |         |                     | Spectateurs : 20 000 Arbitrage : Francesco Mattea | Spectateurs : 20 000 Arbitrage : Francesco Mattea |

| Match amical                           | Suisse  | 0 - 3   | Belgique                       | La Pontaise, Lausanne                              |                                                    |
| 8 mai 1938 · Historique des rencontres |         | (0 - 1) | 24e 48e Voorhoof · 77e Capelle | Spectateurs : 20 000 Arbitrage : Raffaele Scorzoni | Spectateurs : 20 000 Arbitrage : Raffaele Scorzoni |
| 8 mai 1938 · Historique des rencontres | Rapport |         |                                | Spectateurs : 20 000 Arbitrage : Raffaele Scorzoni | Spectateurs : 20 000 Arbitrage : Raffaele Scorzoni |

| Match amical                            | Suisse                         | 2 - 1   | Angleterre        | Hardturm, Zurich                                      |                                                       |
| 21 mai 1938 · Historique des rencontres | Aeby 30e · Abegglen 80e (pen.) | (1 - 1) | 33e (pen.) Bastin | Spectateurs : 25 000 Arbitrage : Peter Joseph Bauwens | Spectateurs : 25 000 Arbitrage : Peter Joseph Bauwens |
| 21 mai 1938 · Historique des rencontres | Rapport                        |         |                   | Spectateurs : 25 000 Arbitrage : Peter Joseph Bauwens | Spectateurs : 25 000 Arbitrage : Peter Joseph Bauwens |

| Coupe du monde 1938 - 1/8 de finale             | Allemagne   | 1 - 1 a. p. | Suisse       | Parc des Princes, Paris                        |                                                |
| 4 juin 1938 · 18h00 · Historique des rencontres | Gauchel 29e | (1 - 1)     | 43e Abegglen | Spectateurs : 27 152 Arbitrage : John Langenus | Spectateurs : 27 152 Arbitrage : John Langenus |
| 4 juin 1938 · 18h00 · Historique des rencontres | Rapport     |             |              | Spectateurs : 27 152 Arbitrage : John Langenus | Spectateurs : 27 152 Arbitrage : John Langenus |

| Coupe du monde 1938 - 1/8 de finale             | Allemagne                          | 2 - 4   | Suisse                                        | Parc des Princes, Paris                      |                                              |
| 9 juin 1938 · 18h00 · Historique des rencontres | Hahnemann 8e · Lörtscher 21e (csc) | (2 - 1) | 42e Walaschek · 64e Bickel · 75e 78e Abegglen | Spectateurs : 20 025 Arbitrage : Ivan Eklind | Spectateurs : 20 025 Arbitrage : Ivan Eklind |
| 9 juin 1938 · 18h00 · Historique des rencontres | Rapport                            |         |                                               | Spectateurs : 20 025 Arbitrage : Ivan Eklind | Spectateurs : 20 025 Arbitrage : Ivan Eklind |

| Coupe du monde 1938 - 1/4 de finale              | Hongrie                     | 2 - 0   | Suisse | Stade Victor-Boucquey, Lille                        |                                                     |
| 12 juin 1938 · 17h00 · Historique des rencontres | Sárosi 40e · Zsengellér 89e | (1 - 0) |        | Spectateurs : 15 000 Arbitrage : Rinaldo Barlassina | Spectateurs : 15 000 Arbitrage : Rinaldo Barlassina |
| 12 juin 1938 · 17h00 · Historique des rencontres | Rapport                     |         |        | Spectateurs : 15 000 Arbitrage : Rinaldo Barlassina | Spectateurs : 15 000 Arbitrage : Rinaldo Barlassina |

| Match amical                                  | République d'Irlande             | 4 - 0   | Suisse | Dalymount Park, Dublin                             |                                                    |
| 18 septembre 1938 · Historique des rencontres | Bradshaw 1re · Dunne 10e 18e 75e | (3 - 0) |        | Spectateurs : 35 000 Arbitrage : Reginald Mortimer | Spectateurs : 35 000 Arbitrage : Reginald Mortimer |
| 18 septembre 1938 · Historique des rencontres | Rapport                          |         |        | Spectateurs : 35 000 Arbitrage : Reginald Mortimer | Spectateurs : 35 000 Arbitrage : Reginald Mortimer |

| Match amical                                | Suisse   | 1 - 0   | Portugal | Stade olympique de la Pontaise, Lausanne            |                                                     |
| 6 novembre 1938 · Historique des rencontres | Aebi 47e | (0 - 0) |          | Spectateurs : 24 000 Arbitrage : Georges Capdeville | Spectateurs : 24 000 Arbitrage : Georges Capdeville |
| 6 novembre 1938 · Historique des rencontres | Rapport  |         |          | Spectateurs : 24 000 Arbitrage : Georges Capdeville | Spectateurs : 24 000 Arbitrage : Georges Capdeville |

| Match amical                                         | Italie                           | 2 - 0   | Suisse | Stadio Littoriale, Bologne                   |                                              |
| 20 novembre 1938 · 14h30 · Historique des rencontres | Colaussi 27e · Minelli 60e (csc) | (1 - 0) |        | Spectateurs : 20 000 Arbitrage : Louis Baert | Spectateurs : 20 000 Arbitrage : Louis Baert |
| 20 novembre 1938 · 14h30 · Historique des rencontres | Rapport                          |         |        | Spectateurs : 20 000 Arbitrage : Louis Baert | Spectateurs : 20 000 Arbitrage : Louis Baert |